# Mary Whipple
Mary Whipple (* 10. Mai 1980 in Sacramento) ist eine US-amerikanische Ruderin, sie ist zweifache Olympiasiegerin und fünffache Weltmeisterin.  
Whipple war Steuerfrau des US-Achters bei den Junioren-Weltmeisterschaften 1998 in Linz und belegte dort mit ihrem Boot den fünften Platz. Ab 2001 gehörte sie zur Stammbesatzung des US-Achters in der Aktivenklasse. Nach einem vierten Platz bei den Weltmeisterschaften 2001 steuerte sie den Achter bei den Weltmeisterschaften 2002 zum Titel. 2003 gewann der von Whipple gesteuerte Achter zwei Weltcup-Regatten, belegte aber bei den Weltmeisterschaften in Mailand nur den fünften Platz. Auch 2004 siegte der US-Achter zweimal im Weltcup, im Finale der Olympischen Spiele unterlag das Boot den Rumäninnen. 
Nachdem der US-Achter bei den Weltmeisterschaften 2005 den vierten Platz belegt hatte, steuerte Whipple ihr Boot 2006 in Eton und 2007 in München jeweils zum Weltmeistertitel. Bei den Olympischen Spielen 2008 in Peking gewann Whipple dann nach Silber 2004 die olympische Goldmedaille. 2009 gewann der US-Achter den Weltmeistertitel ohne Mary Whipple, aber 2010 in Hamilton und 2011 in Bled saß sie wieder im Weltmeister-Achter. Bei den Olympischen Spielen in London steuerte Whipple den US-Achter, der in der Besetzung Erin Cafaro, Zsuzsanna Francia, Esther Lofgren, Taylor Ritzel, Meghan Musnicki, Elle Logan, Caroline Lind, Caryn Davies und Mary Whipple die Goldmedaille gewann.
Mary Whipple absolvierte ein Studium an der University of Washington und trainiert in Princeton.